# Euctenidiacea
Los nudibranquios holohepáticos (Euctenidiacea) son un suborden de nudibranquios caracterizados por poseer una glándula digestiva compacta y una branquia formada por hojas branquiales dendríticas.

## Taxonomía
En Taxonomía de Gastropoda (Bouchet & Rocroi, 2005) se desestimó el taxón Anthobranchia en favor de Euctenidiacea por considerar que Anthobranchia es polifilético por incluir en su definición al género Onchidium. Un estudio filogenético morfológico, publicado en 2000 por Wägele y Willan, mostró que los clados Gnathodoridacea y Doridacea forman cada uno un grupo monofilético.

### Familias
Según Bouchet y Rocroi, Euctenidiacea está compuesto por las siguientes familias:
Clado Gnathodoridacea
- Superfamilia Bathydoridoidea
  - Familia Bathydorididae

Clado Doridacea
- Superfamilia Doridoidea
  - Familia Dorididae
  - Familia Actinocyclidae
  - Familia Chromodorididae
  - Familia Discodorididae
- Superfamilia Phyllidioidea
  - Familia Phyllidiidae
  - Familia Dendrodorididae
  - Familia Mandeliidae
- Superfamilia Onchidoridoidea
  - Familia Akiodorididae
  - Familia Onchidorididae
  - Familia Corambidae
  - Familia Goniodorididae
- Superfamilia Polyceroidea
  - Familia Polyceridae
  - Familia Aegiridae
  - Familia Gymnodorididae
  - Familia Hexabranchidae
  - Familia Okadaiidae